# Dick Davies
Richard Allen Davies, (Harrisburg, Pensilvania, 21 de enero de 1936 - Loudon, Tennessee, 25 de febrero de 2012) fue un jugador de baloncesto estadounidense. Con 1.86 de estatura, su puesto natural en la cancha era el de base. Fue campeón olímpico con Estados Unidos en los Juegos Olímpicos de Tokio de 1964.